# 罗甸风筝果
罗甸风筝果（学名：Hiptage luodianensis）为金虎尾科风筝果属下的一个种。